# Землетрясение в Кемеровской области (2013)
Землетрясение  в Кемеровской области — землетрясение магнитудой 6,1 произошло 18 июня 2013 года в 6:02 по местному времени (3:02 по московскому времени). Интенсивность землетрясения в эпицентре составила 7 баллов. Эпицентр располагался недалеко от Бачатского разреза, в 5 км от села Старобачаты и в 21 км от г. Белово. Гипоцентр землетрясения находился на глубине 4 км. Землетрясение стало самым сильным на территории области за последние 100 лет. 
Землетрясению предшествовало 2 форшока, произошедшие 9 февраля 2012 года и 5 марта 2013 года с магнитудой около 4 с эпицентрами в районе Бачатского угольного разреза. Всего было зафиксировано около 25 афтершоков.
Кроме Кемеровской области землетрясение ощущалось также в Новосибирской и Томской областях, и в Алтайском крае. Интенсивность землетрясения в Беловском районе достигала 6-7 баллов, в г. Белово 5-6 баллов, в г. Новокузнецк 4-5 баллов, в г. Кемерово 3-4 балла, в городах Барнаул, Новосибирск, Томск 2-3 балла. Подземными толчками были разбужены многие жители региона. В домах раскачивались люстры, двигалась мебель, сыпалась штукатурка. В области на три дня была прекращена работа шахт и разрезов. Все работы на Бачатском разрезе, находящемся в зоне эпицентра, были остановлены до получения результатов государственной комиссии. В результате землетрясения пострадало около 5 тысяч домов, более 350 из них подлежат сносу. Без крова осталось как минимум 79 человек. После происшествия пришлось снести железнодорожный вокзал в Белово и некоторые другие общественные здания. Общий ущерб составил 1,7 млрд. рублей.
Сразу после события появилась информация, что землетрясение носило техногенный характер и оно могло стать рекордным среди землетрясений подобного рода. Позже эту информацию опровергли. Главным аргументом в пользу природного происхождения землетрясения и последовавших за ним в течение двух суток 16-и афтершоковых событий стало то, что они произошли на глубине приблизительно 4 тысячи метров.